# Georg von dem Borne

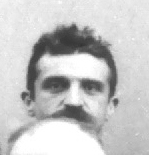
Georg von dem Borne 1907

Gustav Hans Georg Kreuzwendedich von dem Borne (* 28. Mai 1867 in Berneuchen, heute Barnówko nahe Dębno/Neudamm, in der Neumark; † 7. November 1918 in München) war ein deutscher Geophysiker.

## Leben
Er stammte aus dem märkischen Uradelsgeschlecht Borne und war das dritte Kind des preußischen Kammerherrn Max von dem Borne (1826–1894) und dessen Ehefrau Elisabeth von Dechen (1833–1919). Nach dem Schulbesuch auf der Klosterschule Roßleben als Zögling 1385 und ff. in Eberswalde folgte der Universitätsbesuch. Er promovierte zum Dr. phil. Er erhielt eine Professur an der Universität Breslau, als Privatdozent, und an der Technischen Hochschule. Ferner war er Leiter der Erdbebenwarte Krietern bei Breslau. Als Rittmeister der Landwehr-Kavallerie im Landsturm-Bataillon Nr. 2 nahm er am Ersten Weltkrieg teil. Im Felde zog er sich eine Krankheit zu, an der er am 7. November 1918 starb.
In der Zeit entwickelte er auch einen Flugzeug-Geschwindigkeitsmesser auf hydrodynamischer Grundlage, der in den deutschen und österreichischen Flugzeugen allgemein Anwendung fand.
Er heiratete am 16. Februar 1901 in Weimar die Tochter des dortigen Direktors der Kunstakademie Sabine Elisabeth Brendel (* 28. August 1879; † 22. September 1955), mit der er folgende Kinder hatte:
- Gerhard Max Albert Kreuzwendedich (* 1901; † 1994), Dr. phil., Studienrat; verheiratet, vier Kinder
- Heinrich Joachim Kreuzwendedich (* 1903; † 2011), Dr. phil. nat.; verheiratet, zwei Kinder
- Dorothee Elisabeth (* 1905; † N. N. Neustrelitz), geschieden Potsdam 1965